# Scopoides pritiae
Scopoides pritiae är en spindelart som först beskrevs av Benoy Krishna Tikader 1982.  Scopoides pritiae ingår i släktet Scopoides och familjen plattbuksspindlar. Inga underarter finns listade i Catalogue of Life.